# Geti
Geti (neupersisch گيتى, DMG Gītī) bzw. Getig ist im Zoroastrismus eine vom Schöpfergott Ahura Mazda geschaffene materielle Welt.
Die wie schon in der altvestischen Literatur, dann im Zoroastrismus bestehende und später auch im Mittelalter weiterentwickelte Lehre von zwei Seinszuständen zeigt sich im Schöpfungswerk Ahura Mazdas auf geistiger (mentaler) Ebene (Menok, Pahlavi: menog, avestisch mainyava) und vitaler (materieller) Ebene (Geti; Pahlavi: getig, avestisch gaeithya).
Nach der Lehre des Zarathustra wurde die Welt zuerst nur geistig erschaffen (Menok), später materiell. Nach späteren mittelpersischen Überlieferungen wurde sie 3000 Jahre später von Ahura Mazda auch in materieller Gestalt in Form eines Eis gebildet und Geti genannt. Allerdings sind verschiedene mittelpersische Überlieferungen erhalten.
Zusammengefasst findet sich ein kosmischer Zyklus von 12.000 Jahren, bestehend aus den jeweils 6000 (2 mal 3000) Jahre umfassenden Phasen menog und  getig. Attackiert wird diese Schöpfung durch den in die Welt eingedrungenen Ahriman.